# Butta Magomedov
Butta Gadžievič Magomedov (in russo Бутта Гаджиевич Магомедов?; Machačkala, 25 dicembre 1997) è un calciatore russo, centrocampista del Fakel Voronež.

## Carriera
Cresciuto nel settore giovanile della Lokomotiv Mosca, ha iniziato la sua carriera nelle serie inferiori del campionato russo. Il 5 febbraio 2022 è stato acquistato dal Chimki, con cui ha esordito in Prem'er-Liga il 6 marzo successivo, nell'incontro perso 3-2 in trasferta contro la Lokomotiv Mosca.

## Statistiche

### Presenze e reti nei club
Statistiche aggiornate al 23 giugno 2022.
| Stagione        | Squadra             | Campionato      | Campionato | Campionato | Coppe nazionali | Coppe nazionali | Coppe nazionali | Coppe continentali | Coppe continentali | Coppe continentali | Altre coppe | Altre coppe | Altre coppe | Totale | Totale |
| Stagione        | Squadra             | Comp            | Pres       | Reti       | Comp            | Pres            | Reti            | Comp               | Pres               | Reti               | Comp        | Pres        | Reti        | Pres   | Reti   |
| --------------- | ------------------- | --------------- | ---------- | ---------- | --------------- | --------------- | --------------- | ------------------ | ------------------ | ------------------ | ----------- | ----------- | ----------- | ------ | ------ |
| 2014-2015       | Saturn              | 2D              | 10         | 0          | CR              | 0               | 0               |                    | -                  | -                  |             | -           | -           | 10     | 0      |
| 2015-2016       | Znamja Truda        | 2D              | 26         | 3          | CR              | 1               | 0               |                    | -                  | -                  |             | -           | -           | 27     | 3      |
| 2016-2017       | Saturn              | 2D              | 21         | 6          | CR              | 0               | 0               |                    | -                  | -                  |             | -           | -           | 21     | 6      |
| 2017-gen. 2018  | Saturn              | 2D              | 16         | 5          | CR              | 2               | 0               |                    | -                  | -                  |             | -           | -           | 17     | 5      |
| gen.-giu. 2018  | Čajka Pesčanopskoe  | 2D              | 14         | 2          | CR              | -               | -               |                    | -                  | -                  |             | -           | -           | 14     | 2      |
| 2018-2019       | Čajka Pesčanopskoe  | 2D              | 25         | 1          | CR              | 4               | 1               |                    | -                  | -                  |             | -           | -           | 29     | 2      |
| 2019-2020       | Alanija Vladikavkaz | 2D              | 19         | 5          | CR              | 5               | 2               |                    | -                  | -                  |             | -           | -           | 24     | 7      |
| 2020-2021       | Alanija Vladikavkaz | 1D              | 40         | 9          | CR              | 1               | 0               |                    | -                  | -                  |             | -           | -           | 41     | 9      |
| 2021-gen. 2022  | Alanija Vladikavkaz | 1D              | 24         | 3          | CR              | 2               | 0               |                    | -                  | -                  |             | -           | -           | 26     | 3      |
| gen.-giu. 2022  | Chimki              | PL              | 11+2       | 0          | CR              | -               | -               |                    | -                  | -                  |             | -           | -           | 13     | 0      |
| Totale carriera | Totale carriera     | Totale carriera | 208        | 34         |                 | 15              | 3               |                    | -                  | -                  |             | -           | -           | 223    | 37     |